# 2015 v dopravě
Tento článek obsahuje seznam událostí souvisejících s dopravou, které proběhly roku 2015.

## Leden
15. ledna
   Polský dopravce PKP Cargo zahájil přepravy uhlí z dolů OKD do U. S. Steel Košice po Košicko-bohumínské dráze s využitím polských lokomotiv řady ET41. Doposud tyto přepravy zajišťovali dopravci ČD Cargo a Železničná spoločnosť Cargo Slovakia s lokomotivami řady 131.
15. ledna
 Na trať Opava – Hlučín vyrazil osobní vlak vedený poprvé v historii české železnice lokomotivou poháněnou stlačeným zemním plynem (CNG). Jde o lokomotivu řady 714.801, na jejíž přestavbě se podílely společnosti Vítkovice Doprava, CZ LOKO, Výzkumný Ústav Železniční, TEDOM, ČD a ČD Cargo.
30. ledna
   Německá skupina DB Schenker Rail z holdingu Deutsche Bahn poprvé samostatně uskutečnila přepravu nákladního vlaku na území Česka. Jednalo se o vlak koksu v relaci Zdzieszowice – Ostrava-Bartovice, jehož vozbu zajišťoval polský dopravce DB Schenker Rail Polska, na českém území přitom využil licence společnosti ARRIVA vlaky.

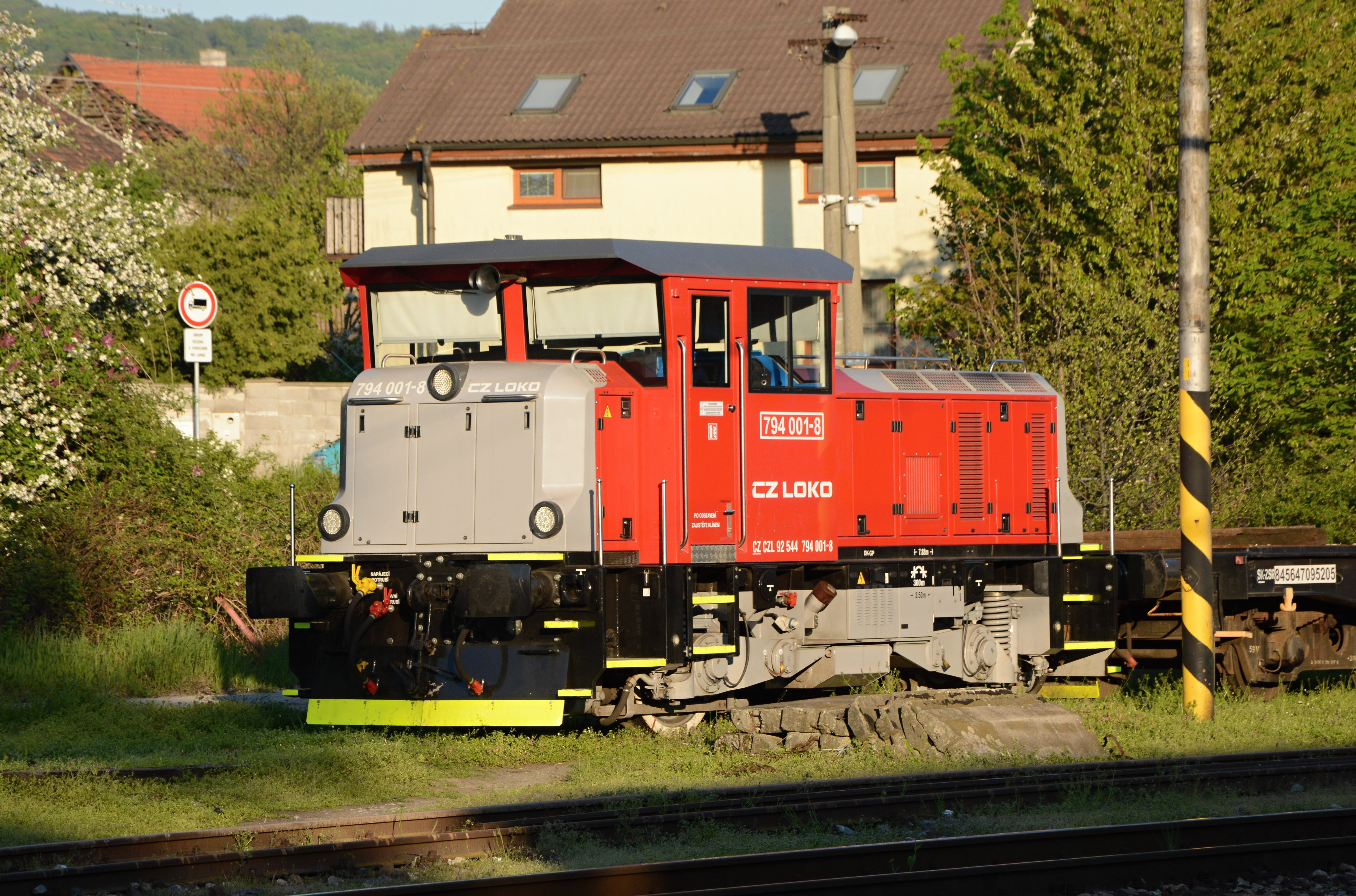
Lokomotiva 794.001

## Březen
23. března
 Na posunu ve stanici Brno hlavní nádraží zahájily České dráhy zkušební provoz motorové lokomotivy 794.001. Šlo o prototyp řady 794 z produkce lokomotivky CZ LOKO.

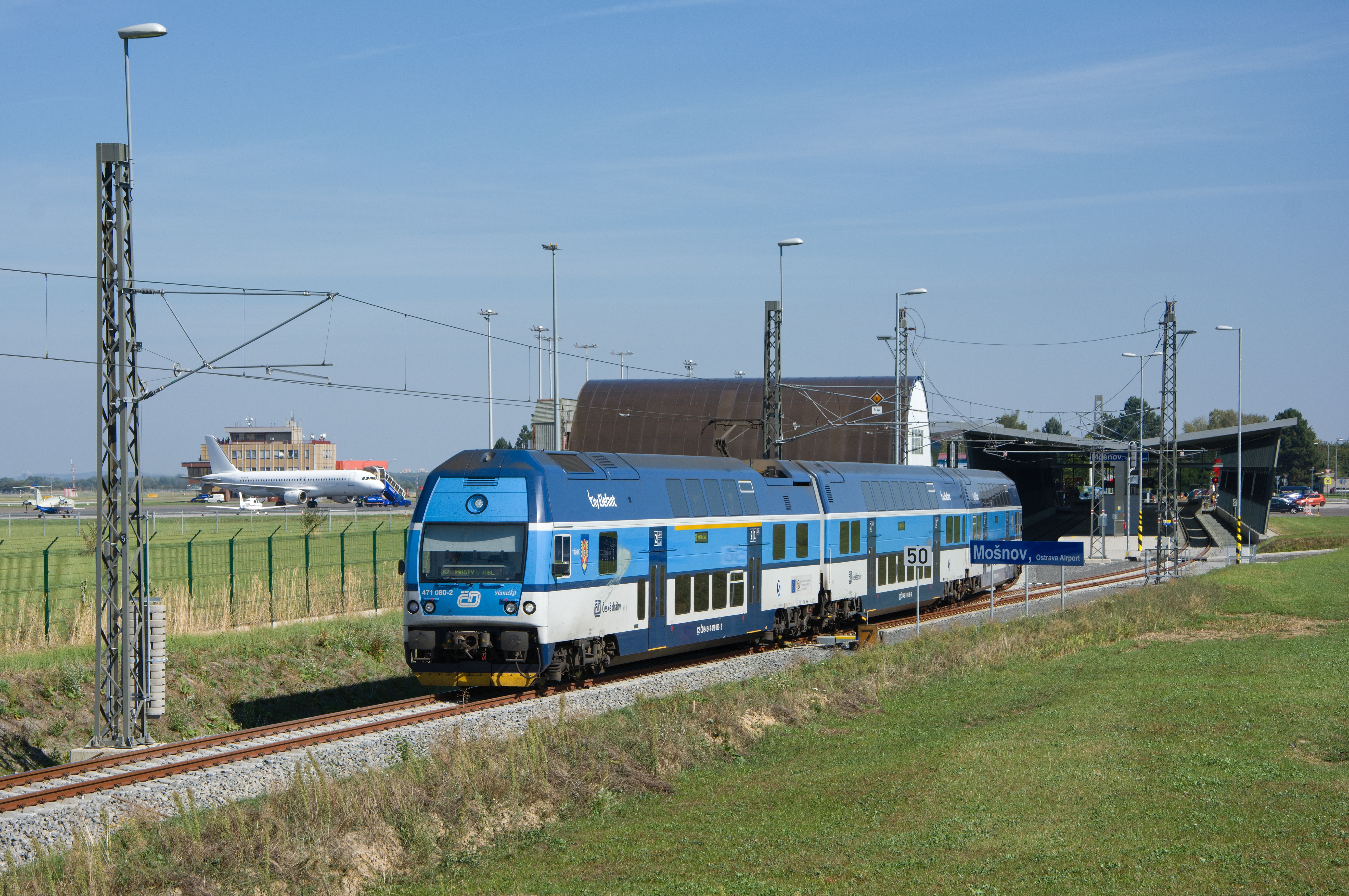
Osobní vlak opouští stanici Mošnov, Ostrava Airport

## Duben
6. dubna
 V Praze byl otevřen úsek metra V.A v úseku Nemocnice Motol – Dejvická.
13. dubna
 Na nově postavené železniční trati Sedlnice–Mošnov byl zahájen pravidelný provoz osobních vlaků. Koncová stanice Mošnov, Ostrava Airport v těsném sousedství odbavovací haly letiště Ostrava–Mošnov tak začala být obsluhována 10 páry osobních vlaků.

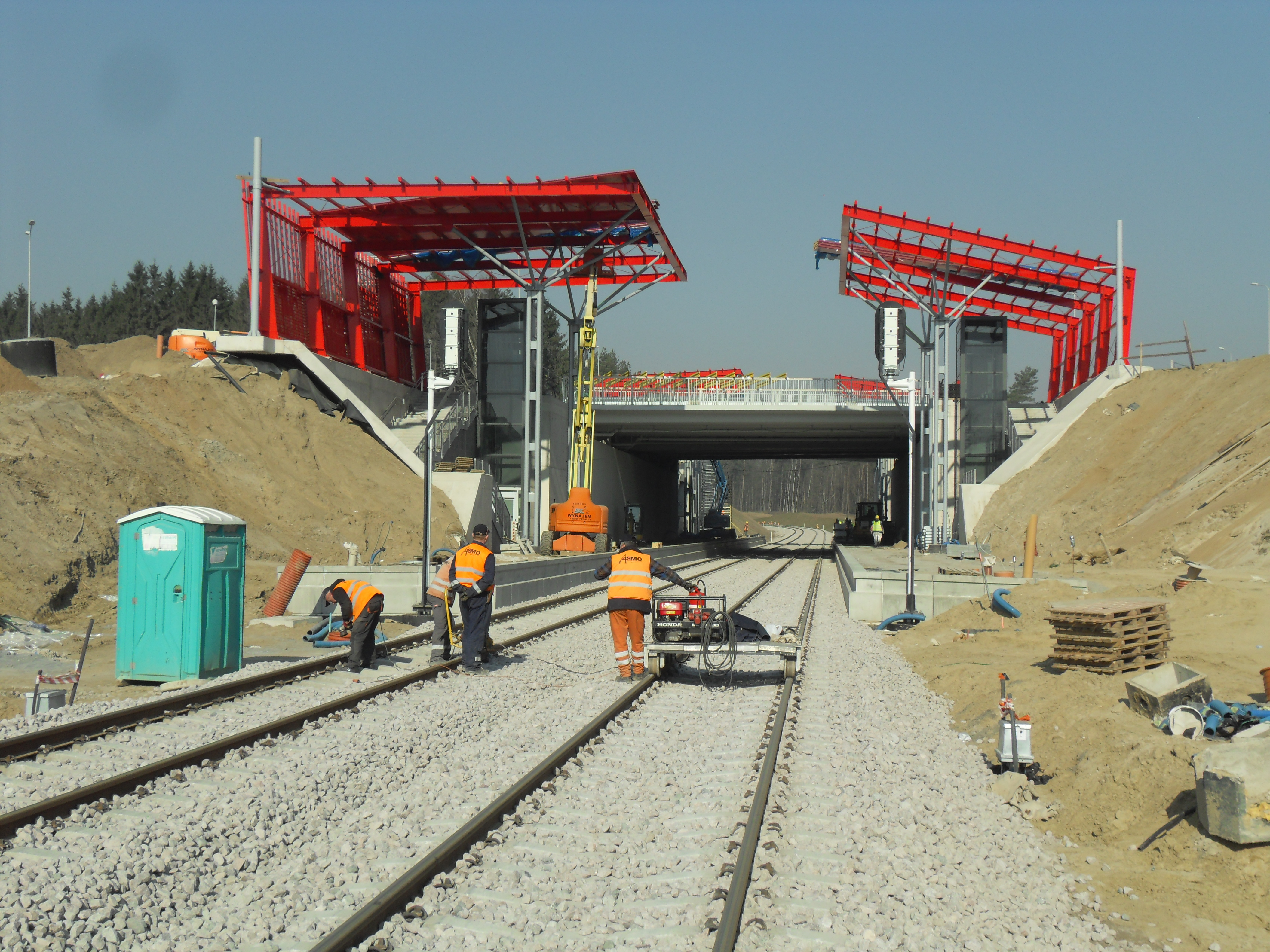
Zastávka PKM Gdańsk Matarnia v závěrečné fázi výstavby

## Září
1. září
 V oblasti Trojměstí zahájila provoz příměstská železnice Pomorska Kolej Metropolitalna (PKM), která využívá částečně úplně novou a zčásti stávající železniční infrastrukturu.
19. září
 Ve 14:00 byl v Praze otevřen tunel Blanka.